# Balclutha brownstripa
Balclutha brownstripa är en insektsart som beskrevs av Dai, Li och Chen 2004. Balclutha brownstripa ingår i släktet Balclutha och familjen dvärgstritar. Inga underarter finns listade i Catalogue of Life.